# Sherwin Seedorf
Sherwin Dandery Seedorf (* 17. März 1998 in Rotterdam) ist ein niederländischer Fußballspieler, der zuletzt beim FK Banga in A lyga unter Vertrag stand. Er ist der Neffe des ehemaligen Fußballspielers und jetzigen Trainers Clarence Seedorf.

## Karriere
Sherwin Seedorf begann seine Karriere in seiner Geburtsstadt Rotterdam. Bis zum Jahr 2012 spielte er in den Jugendteams von Feyenoord, danach drei Jahre für die von Excelsior. Zwischen 2015 und 2016 war Seedorf bei NAC Breda aktiv, bevor er im Jahr 2016 nach England wechselte. Für ein Jahr spielte er zunächst für die dortige Nike Academy in Burton-upon-Trent, die vom gleichnamigen Sportartikelhersteller gesponsert wurde. 
Im Januar 2017 nahmen ihn die Wolverhampton Wanderers nach einem Probetraining unter Vertrag. Für die Wolves absolvierte er bis zum folgenden Jahr 17 Spiele für die U23-Mannschaft und erzielte drei Tore. Im Juni 2018 wurde Seedorf für ein halbes Jahr an den englischen Drittligisten Bradford City verliehen. Für den Verein kam er zu sechs Einsätzen in der Liga davon fünfmal als Einwechselspieler. Im Januar 2019 folgte eine weitere Leihe zum spanischen Drittligisten FC Jumilla. Hier absolvierte er neun Spiele ohne Torerfolg.
Im Juli 2019 wechselte Seedorf zum schottischen Erstligisten FC Motherwell. Sein Debüt für Well gab er am 13. Juli 2019 bei einem 3:0-Auswärtssieg über Queen of the South im Ligapokal, bei dem der Linksaußen zugleich sein erstes Tor im Profibereich erzielen konnte.